# 晉環
晉環（英語：The SouthLand）是大型屋苑港島南岸的第一期，位於港島港鐵黃竹坑車廠上蓋，佔地約1.1公頃（約11.84萬方呎），樓面面積約57.7萬方呎，在2022年12月底落成。

## 歷史
香港政府於2011年5月展開工程興建南港島綫，當中黃竹坑邨舊址發展為港鐵黃竹坑車廠，再將有關上蓋物業的發展權批予港鐵，以補貼興建鐵路的建築成本。
2017年2月28日，港鐵公佈車廠第一期招標計劃，而路勁基建與平安不動產（中國平安子公司）資本合組的中資財團怡騰投資有限公司，以補地價金額逾46.84億港元投得該項目。
至2020年11月中，發展商正式為屋苑註冊「晉環」及「SouthLand」商標，2021年4月23日公開售價。首批160伙價單一房單位折實入場費1,146萬元，折實平均呎價29,689元，成為當時香港最貴的鐵路上蓋住宅項目，並於5月初開售。該最平單位為第1A座6樓G室，實用面積只有386平方呎，折實呎價29,692元。
2021年，屋苑吸引不少名人家族入市，其中百老匯家族以約2億元購入8伙單位進行收租，而米業大王呂明才家族成員阮呂淑君以4301萬元購入單位。
屋苑最終於2022年12月入伙。

## 樓宇
屋苑佔地約1.1公頃（約11.84萬方呎），樓面面積約57.7萬方呎，設有兩幢樓高38層住宅大廈，提供超過800伙單位，其中749伙為標準單位，設開放式至四房間隔，實用面積由289平方呎起，至最大1,302平方呎，另有51伙特色單位，實用面積則約289至2,083平方呎。

## 設施
屋苑附設會所 THE SOUTH CLUB，內置25米長室外泳池、健身室、宴會廳、燒烤場、戶外兒童遊樂區和中央花園等基本設施，而基座3樓則設立中度智障人士宿舍及綜合職業康復服務中心。
此外，屋苑毗鄰的港島南岸第3期，將設有商場The Southside。

## 建設圖集

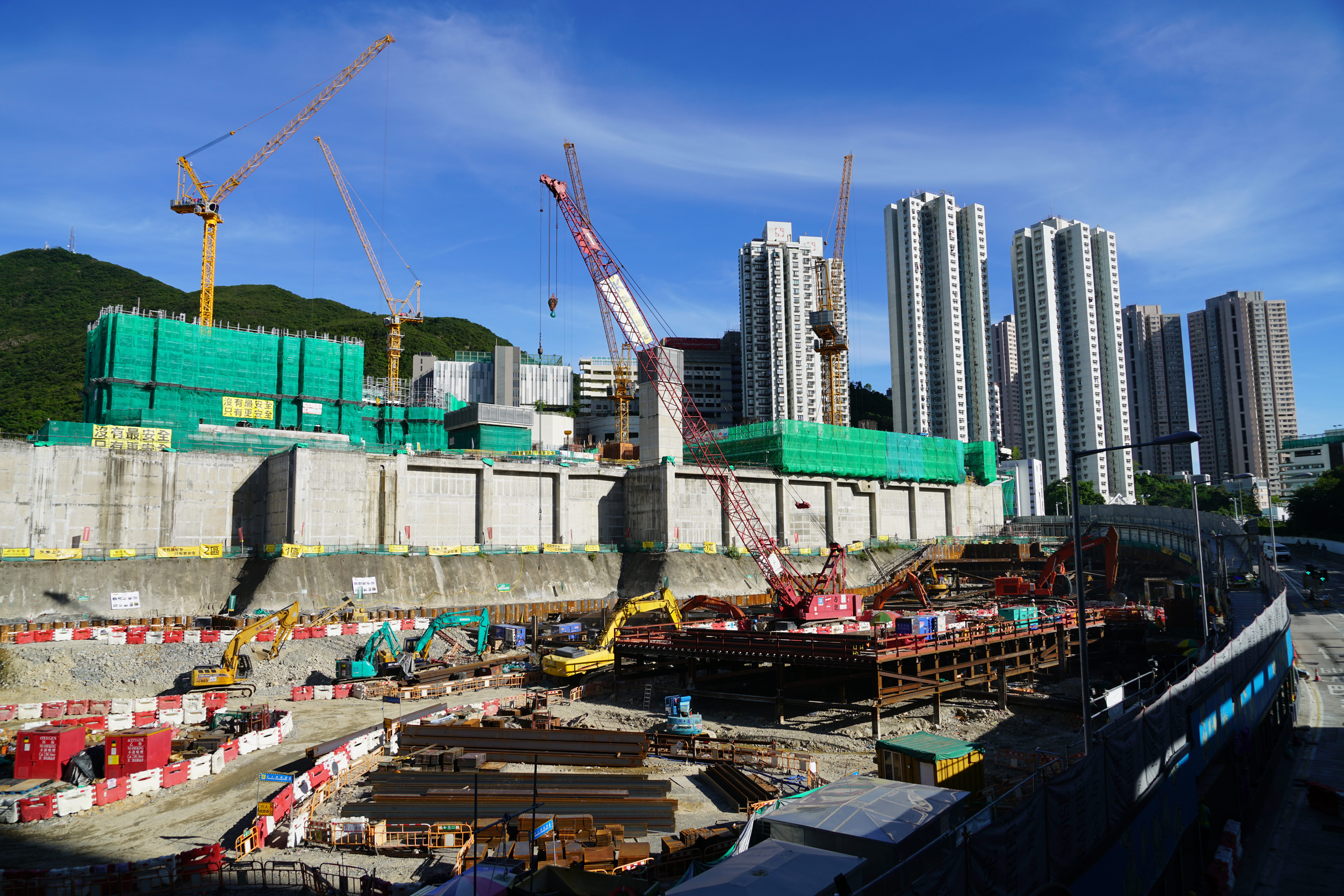
2020年4月興建中的晉環及港島南岸第三期
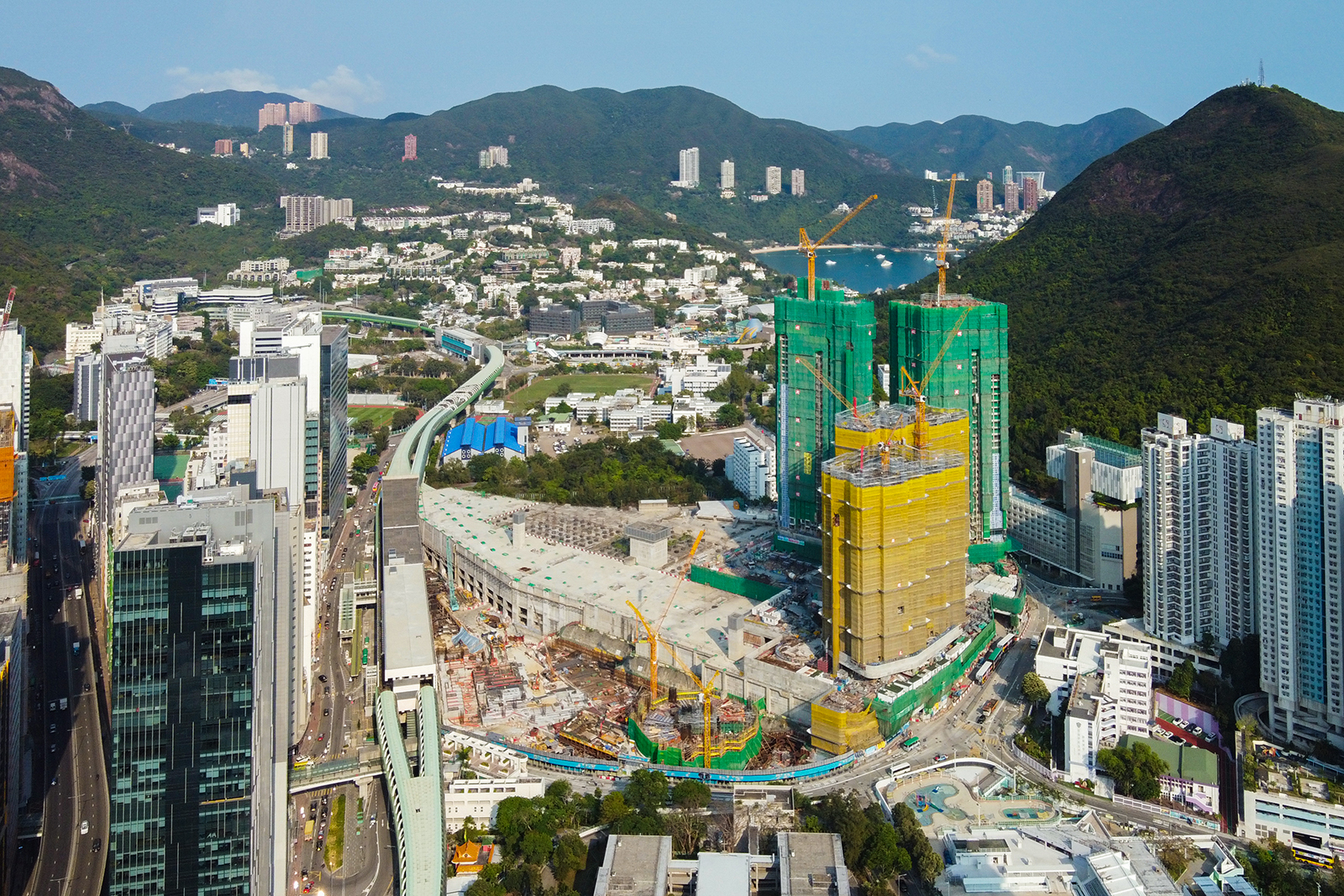
2021年3月興建中的港島南岸全貌，綠色防塵網覆蓋的是晉環
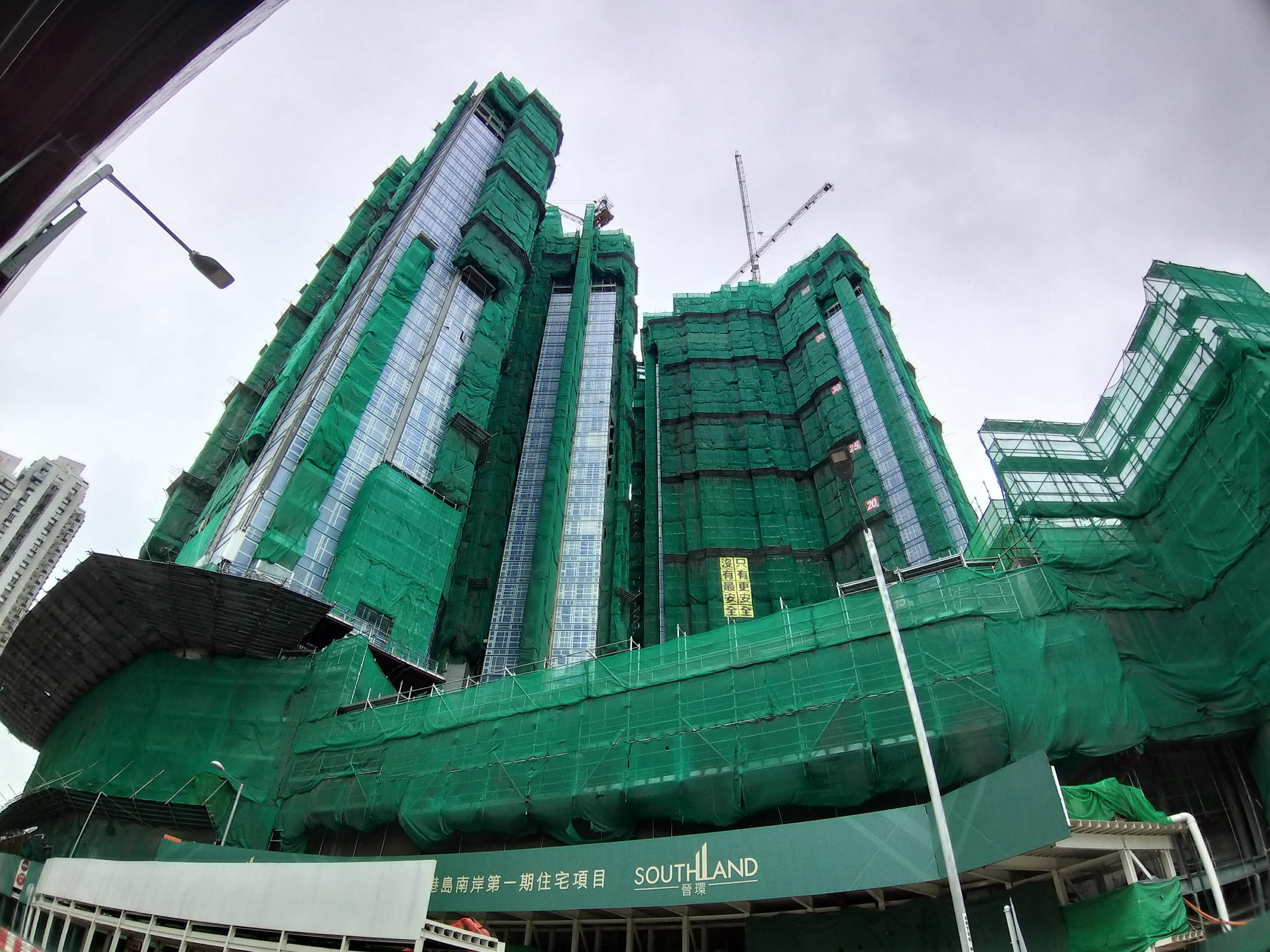
2021年6月
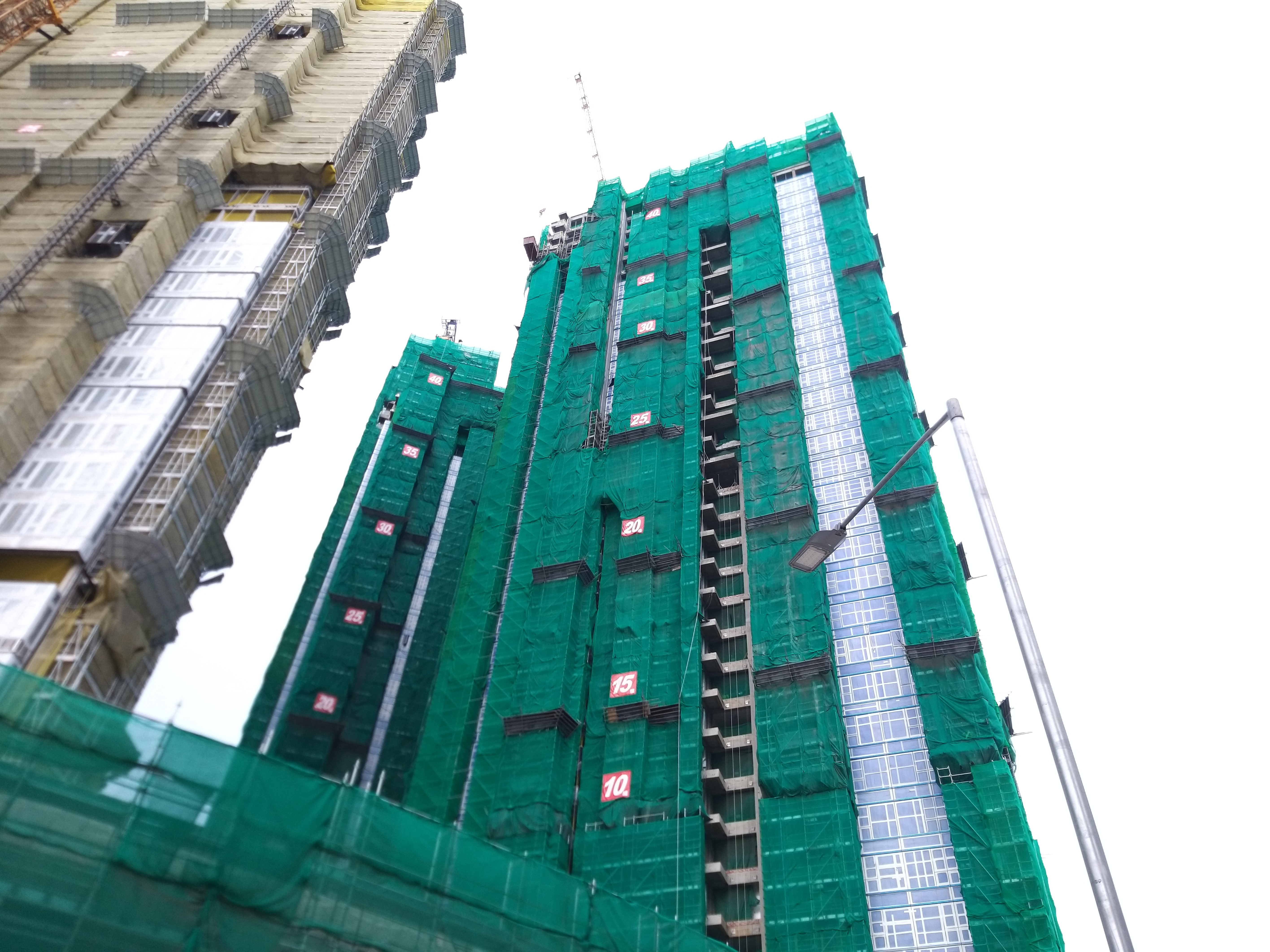
即將封頂，2021年8月
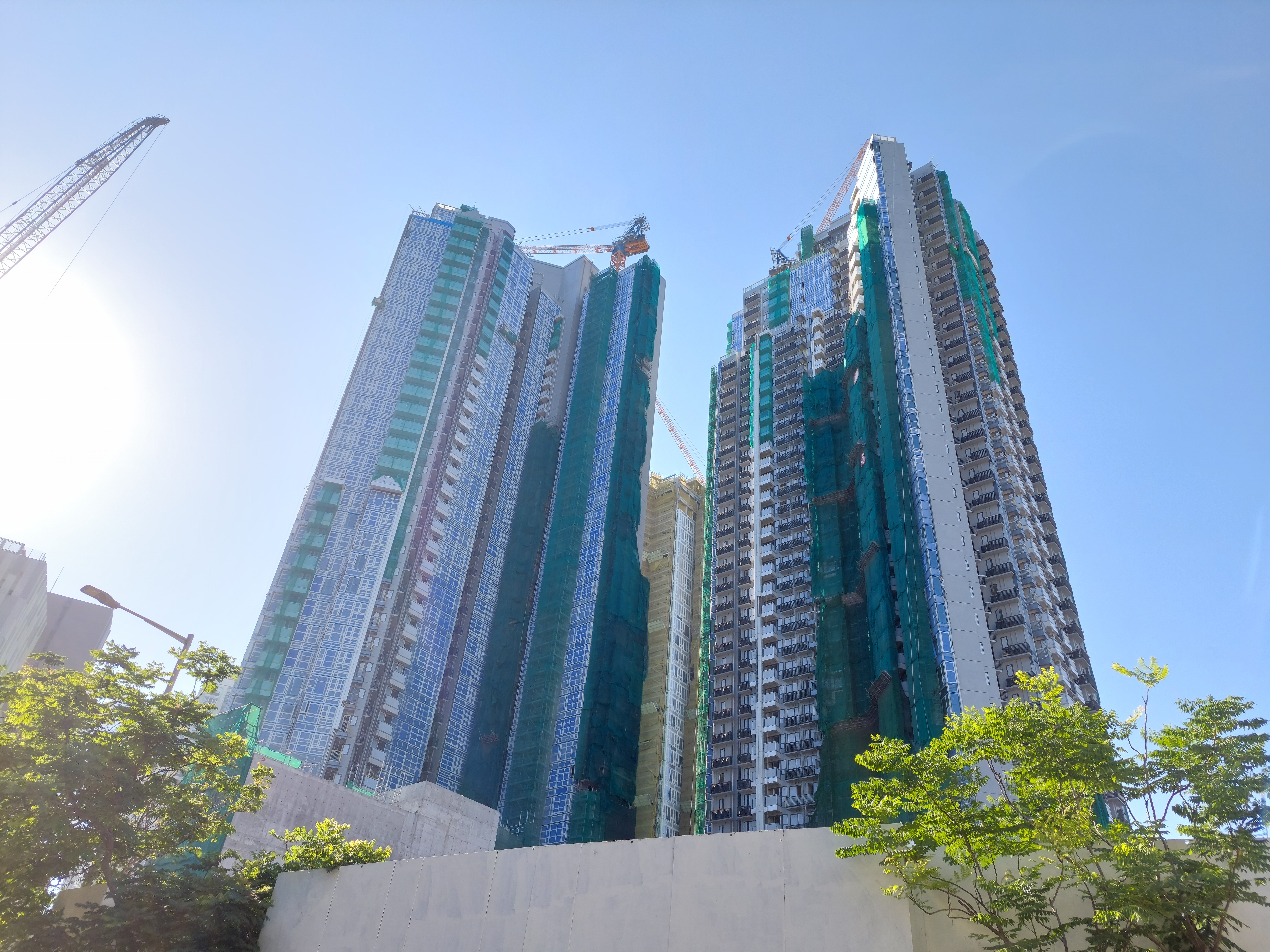
已拆棚，2021年11月
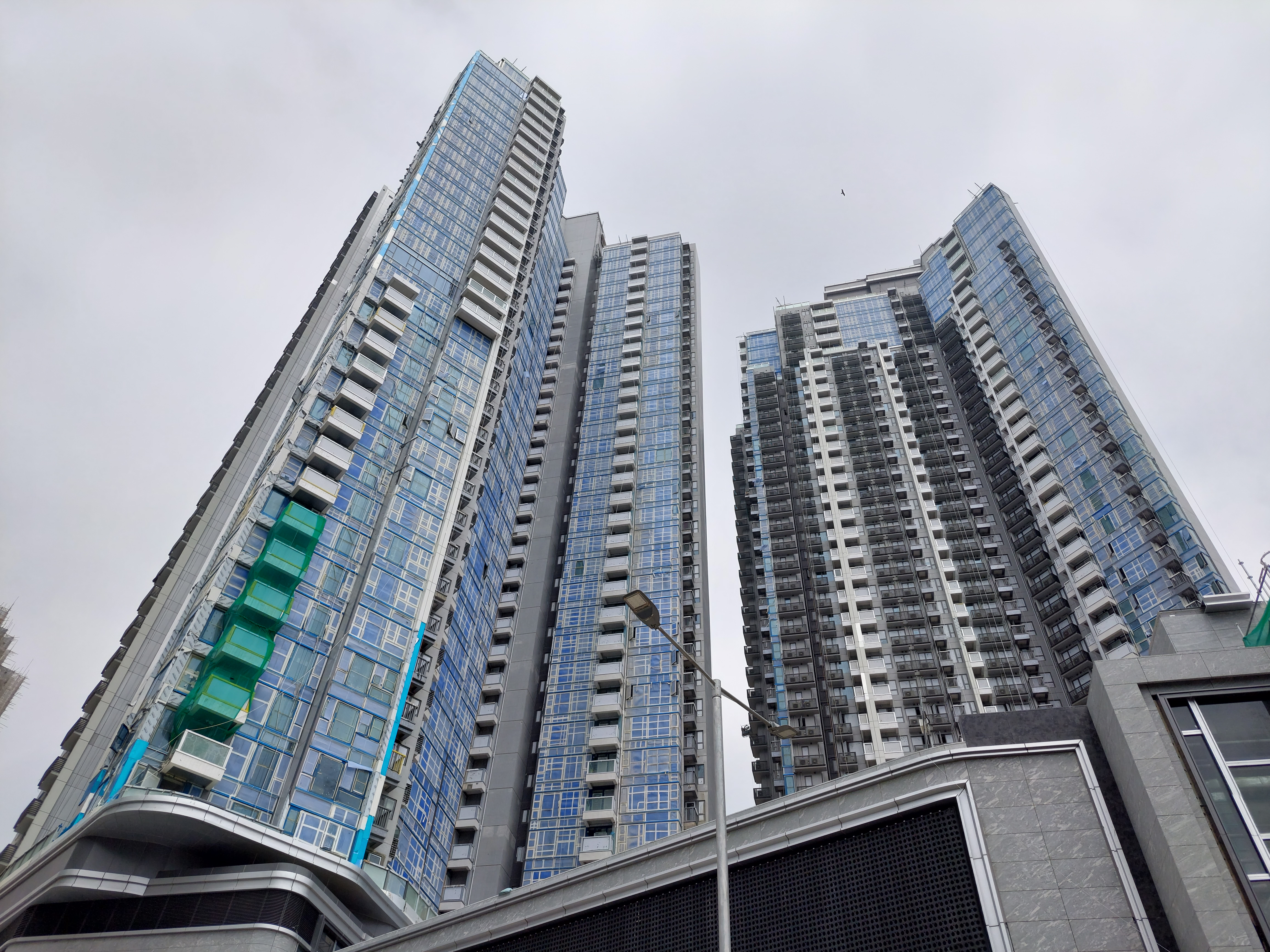
2022年5月
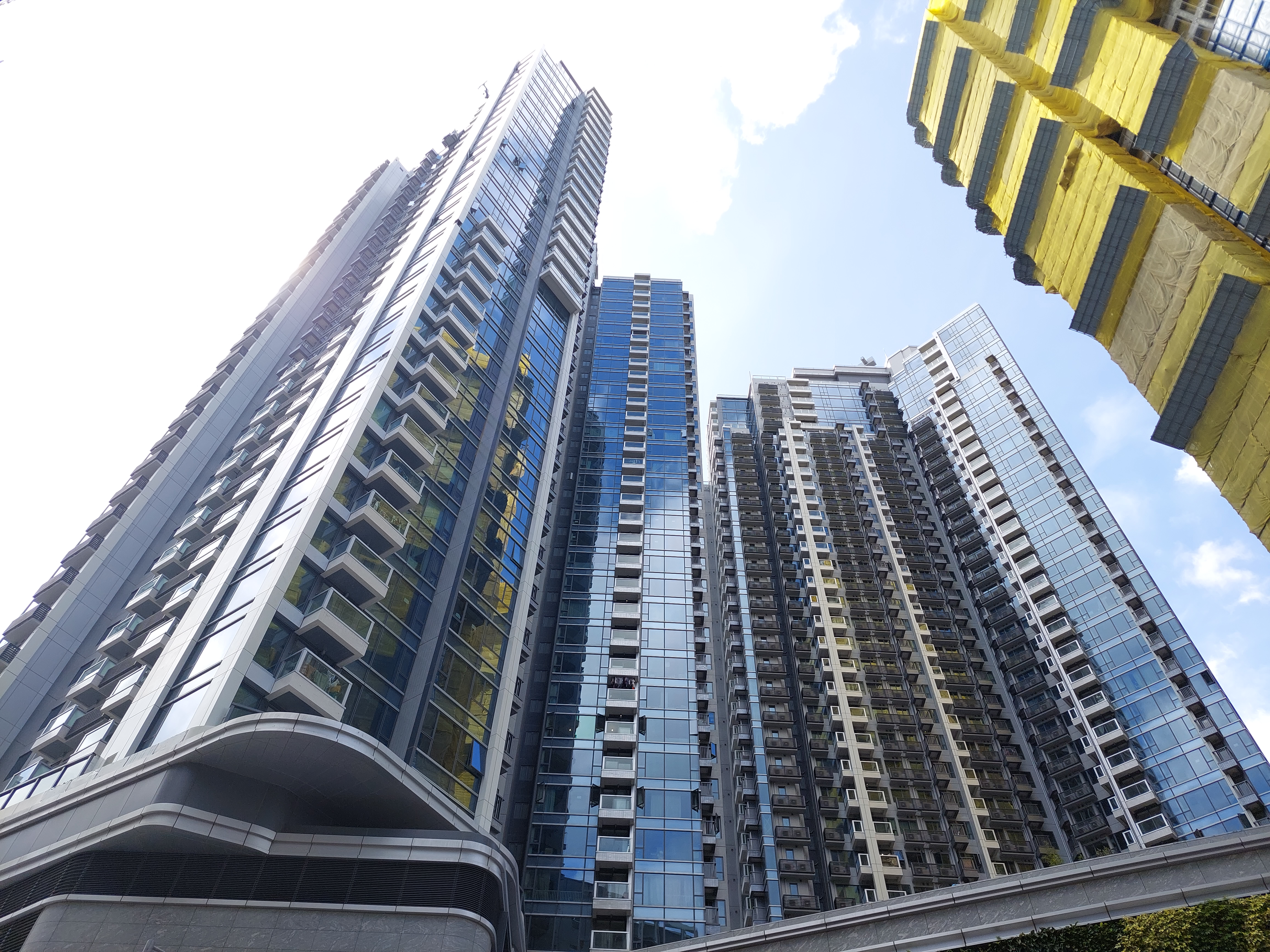
入伙後，2023年7月

## 外部連結
- 晉環官方網站 （页面存档备份，存于）